# Drag îmi e bădița cu tractorul
„Drag îmi e bădița cu tractorul” este un cântec scris în anul 1950 de compozitorul român Ion Vasilescu pe versuri de Genoveva Ionașcu. Interpretarea care l-a făcut cunoscut aparține cântăreței Dorina Drăghici, care l-a înregistrat în 1952. Piesa, elaborată în stil popular, a fost ulterior văzută ca o emblemă a proletcultismului românesc din cauza textului propagandistic; de altfel, muzica (în mare parte necunoscută celor născuți după 1960) creează o atmosferă intimă, incompatibilă cu sonoritățile impunătoare prevăzute de stilul proletcultist.

## Apariția cântecului
Deși un foarte prolific și căutat autor de revistă, Vasilescu a avut o mulțumire deosebită când a scris piesa „Drag îmi e bădița cu tractorul”. El a oferit-o mai multor cântărețe, însă a fost profund dezamăgit de interpretările acestora și, trăgând concluzia că „nu poate fi cântată”, a distrus partitura. Însă compozitorul Elly Roman a păstrat o copie (greu lizibilă, dar totuși utilizabilă) care a stat la baza înregistrării efectuate de Dorina Drăghici.
Conform lexiconului editat de Viorel Cosma în 1965, până la acea dată partitura piesei (redactată inițial pentru voce și pian) nu a fost publicată de nicio editură, deși marea majoritate a celorlalte șlagăre scrise de Vasilescu apăruse la E.S.P.L.A și la Editura Muzicală.

## Aprecieri

### Compoziția
Cu acest cântec, Ion Vasilescu a obținut în 1953 Premiul de Stat pentru compoziție. „Drag îmi e bădița cu tractorul” a fost comparat de către muzicologi cu un lied de factură cultă. Dorina Drăghici remarca pierderea caracterului dansabil ca semn al depărtării de cadrul muzicii ușoare. Compozitorul Paul Constantinescu spunea: „oricând aș fi foarte fericit să pot scrie un cântec ca «Drag îmi e bădița cu tractorul» al lui Vasilescu”.

### Interpretarea
Pentru repertoriul, în sine foarte bogat, al Dorinei Drăghici, piesa este una din cele mai importante și constituie cel mai mare succes al ei. Despre însemnătatea momentului „Drag îmi e bădița cu tractorul” pentru cariera cântăreței, muzicologul Mircea M. Ștefănescu nota: „Dorina Drăghici este poate singura interpretă de muzică ușoară care, după aproape 20 de ani (de la lansarea piesei – n.n.) (...) rămâne efigie de strălucire a muzicii ușoare românești (...). Cuvântul ales (...) nu implică numai aspectul de interpretare (...), dar și acela de creație, deoarece performanța reușită a fost aceea de a crea un gen muzical românesc, un tip original de interpretare situat pe o treaptă superioară tuturor colegilor ei de atunci.” Dorina Drăghici considera interpretarea pe care i-a dat-o piesei drept „punctul cel mai înalt pe care l-am atins”.

## Mai târziu
Totuși, după moartea compozitorului (sfârșitul anului 1960), cântecul nu a fost inclus în niciuna din compilațiile de autor realizate de casa de discuri Electrecord și nici în vreuna din cele trei ediții ale albumului de partituri editat de către compozitorul Radu Șerban (apărute în anii 1961, 1963 și 1969).
În 2011, piesa a pătruns pentru prima oară pe Internet mulțumită unui remix electronic produs de DJ Matze, numit „Drag baditza cu tractorul”.

## Discografie
- EDE 050 (cca. 1960, Electrecord, disc colectiv, fața A)